# Leichtathletik-Team-Europameisterschaft 2011
| 3. Leichtathletik-Team-Europameisterschaft | 3. Leichtathletik-Team-Europameisterschaft | 3. Leichtathletik-Team-Europameisterschaft | 3. Leichtathletik-Team-Europameisterschaft |
| --- | ------------------------------------------ | ------------------------------------------ | ------------------------------------------ |
| |                                            |                                            |                                            |
| Resultate Superliga (Endstand nach 40 Entscheidungen) |                                            |                                            |                                            |
| Stockholm – 18./19. Juni 2011 Olympiastadion |                                            |                                            |                                            |
| Platz | Land                                       | Land                                       | Punkte                                     |
| 01 | Deutschland                                | Deutschland                                | 339,5                                      |
| 02 | Russland                                   | Russland                                   | 298,0                                      |
| 03 | Ukraine                                    | Ukraine                                    | 297,0                                      |
| 04 | Frankreich                                 | Frankreich                                 | 295,0                                      |
| 05 | Großbritannien                             | Großbritannien                             | 287,0                                      |
| 06 | Polen                                      | Polen                                      | 275,0                                      |
| 07 | Spanien                                    | Spanien                                    | 252,0                                      |
| 08 | Italien                                    | Italien                                    | 249,0                                      |
| 09 | Tschechien                                 | Tschechien                                 | 221,0                                      |
| 10 | Belarus                                    | Belarus                                    | 210,0                                      |
| 11 | Portugal                                   | Portugal                                   | 191,5                                      |
| 12 | Schweden                                   | Schweden                                   | 172,0                                      |
| ← Bergen 2010 | ← Bergen 2010                              | Gateshead 2013 →                           | Gateshead 2013 →                           |
|  Absteiger in die 1. Liga der nächsten Team-EM a In der real umgesetzten Abstiegsregelung konnten dopingbedingte Punktabzüge noch nicht berücksichtigt werden, sodass faktisch Tschechien anstelle von Belarus im kommenden Jahr in der ersten Liga antreten musste. |                                            |                                            |                                            |

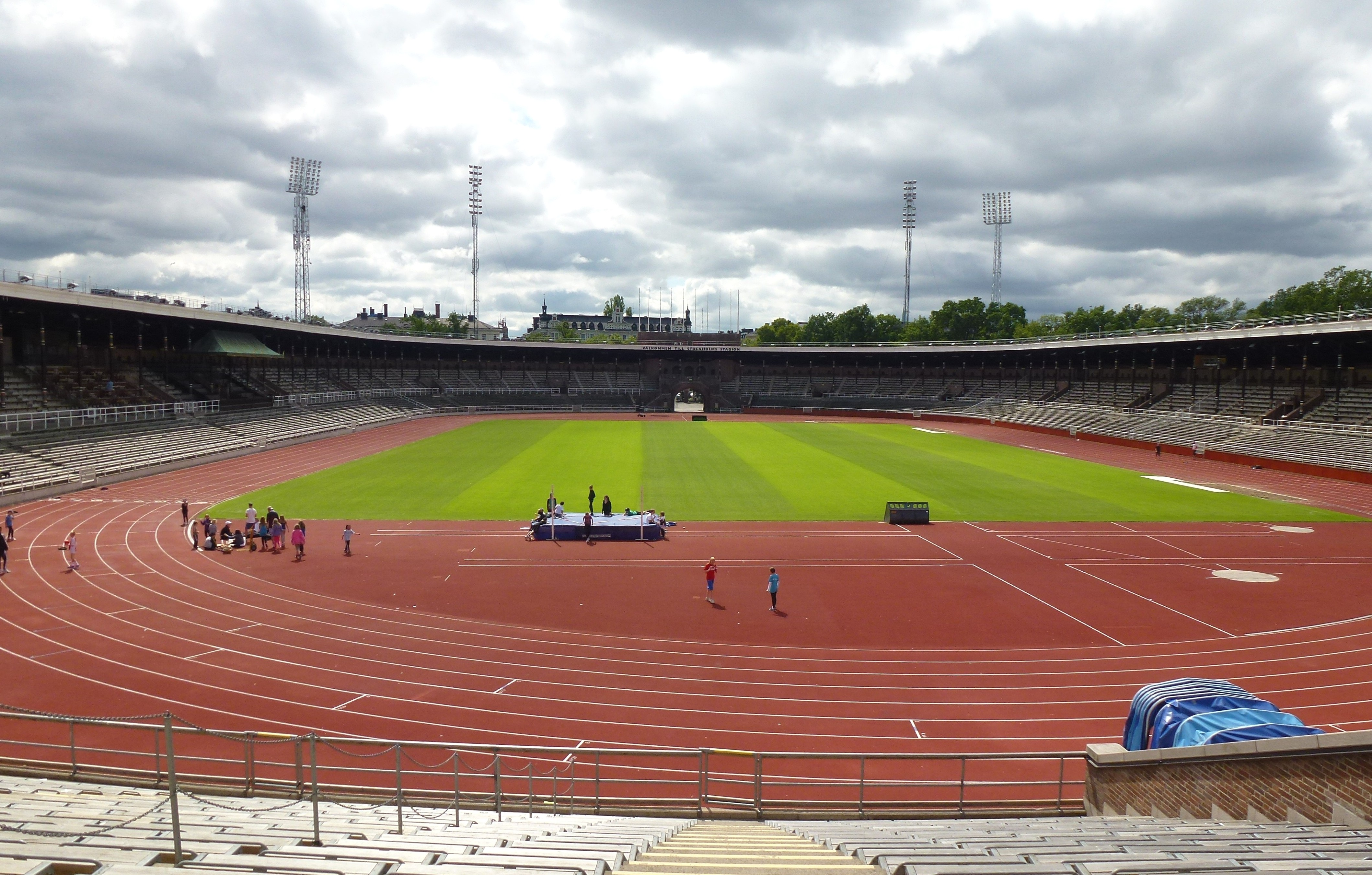
Das Olympiastadion von Stockholm – hier im Jahr 2012

Die 3. Leichtathletik-Team-Europameisterschaft (englischer Sponsorenname: 3rd SPAR European Team Championships), kurz auch Team-EM, fand am 18. und 19. Juni 2011 im Olympiastadion in Stockholm (Schweden) statt und umfasste vierzig Disziplinen (20 Männer, 20 Frauen).
Parallel wurden die Wettbewerbe der drei darunter gestuften Ligen ausgetragen:
- 1. Liga in Izmir (Türkei)
- 2. Liga in Novi Sad (Serbien)
- 3. Liga in Reykjavík (Island)

Die insgesamt vier Ligen setzten sich aus folgenden Nationen zusammen:
- Superliga (12 Teams): Russland, Großbritannien, Polen, Deutschland, Italien, Spanien, Frankreich, Ukraine, Belarus, Schweden, Tschechien, Portugal
- Erste Liga (12 Teams): Slowenien, Rumänien, Griechenland, Türkei, Kroatien, Belgien, Irland, Ungarn, Niederlande, Finnland, Schweiz, Norwegen
- Zweite Liga (8 Teams): Bulgarien, Estland, Lettland, Slowakei, Litauen, Österreich, Serbien, Dänemark
- Dritte Liga (15 Teams): Moldawien, Israel, Bosnien und Herzegowina, Island, Luxemburg, Georgien, Aserbaidschan, Montenegro, Armenien, AASSE (kombiniertes Team „kleiner Länder“ mit Gibraltar, Liechtenstein, Monaco und San Marino), Albanien, Andorra, Nordmazedonien, Malta, Zypern

## Modus
Jede Nation war in jeder Disziplin durch jeweils einen Athleten bzw. eine Staffel vertreten. Auch die Wertungssystematik wurde angewendet wie zuvor: Die Nation des Siegers einer Disziplin erhält in der Team-EM jeweils eine mit der Zahl der Teilnehmer identische Punktzahl, abnehmend bis zur Nation des Letztplatzierten mit einem Punkt.
Die gemeinsame Wertung für Männer und Frauen fand auch hier in Stockholm Anwendung.
Auch das System des Auf- bzw. Abstiegs zur Festlegung der Teilnehmer in den einzelnen Ligen wurde fortgesetzt. Für die Superliga wurden drei Absteiger festgelegt, in Liga 1 gab es entsprechend drei Aufsteiger, absteigen mussten dort zwei Teams. So stiegen aus Liga 2 ebenfalls zwei Nationen auf. Zwei Mannschaften wurden als Absteiger in die 3. Liga festgelegt. Die unterste Klasse ermittelte folgerichtig zwei Aufsteiger.
Die zur Straffung der Veranstaltung im Europacup 1997 eingeführte Praxis mit Regeländerungen wurde nun unverändert aus dem Vorjahr angewendet:
- Vertikale Sprünge: Wie üblich erfolgt das Ausscheiden nach drei Fehlversuchen bei einer Höhe. Darüber hinaus ist der Wettkampf für jeden Springer nach insgesamt vier individuellen Fehlversuchen beendet. Steht ein Springer als Sieger fest, darf er so lange weiterspringen, bis er drei Fehlsprünge hintereinander aufweist.
- Horizontale Sprünge/Kugelstoßen/Wurfdisziplinen: Jeder Athlet hat nur maximal vier Versuche. Alle Sportler erreichen die dritte Runde. Die vier danach Bestplatzierten erhalten einen weiteren Versuch. Alle Teilnehmer mit mindestens einem gültigen Versuch erhalten Punkte.

Bei den Läufen, die auf der gesamten Distanz in Bahnen zu absolvieren waren (100, 200, 400 Meter, 100 Meter Hürden, 110 Meter Hürden, 400 Meter Hürden, Staffeln) und die deshalb in zwei Teilrennen ausgetragen werden mussten, fand nun wieder der jeweils schwächer besetzte Lauf zuerst statt.

## Die Team-Europameisterschaft 2011
Der Wettbewerbskatalog blieb weiter unverändert.
Im Laufe der Jahre wich der Austragungsrhythmus der Team-EM ab von dem des früheren Europacups, der zuletzt jährlich stattgefunden hatte. Die Team-EM dagegen sollte in Jahren mit Olympischen Sommerspielen nicht ausgetragen werden. In Jahren mit Leichtathletik-Europameisterschaften fand die Team-EM nur statt, wenn es in derselben Saison keine Olympischen Spiele gab. Nach 2014 wurde dann in allen Jahren mit Leichtathletik-Europameisterschaften keine Team-EM mehr ausgetragen.
Die Veranstaltung litt ganz besonders am zweiten Tag unter schwierigen Witterungsbedingungen. So gab es mehrere sintflutartige Regenfälle, der Stabhochsprung der Männer wurde aus Sicherheitsgründen sogar in die Halle verlegt.
Das Leistungsniveau war nicht zu vergleichen mit dem hohen Level der später in dieser Saison stattfinden Weltmeisterschaften. Dennoch wurden einige ausgezeichnete Resultate angeboten. Im Hochsprung erzielte der Ukrainer Dmytro Demyanyuk starke 2,35 m, die Deutsche Christina Obergföll warf den Speer auf 66,22 m, im Stabhochsprung überquerten die Polin Anna Rogowska und die Deutsche Silke Spiegelburg je 4,75 m, die ukrainische Dreispringerin Olha Saladucha kam auf 14,85 m. Die Tschechin Zuzana Hejnová stellte über 400 Meter Hürden mit 53,87 s einen neuen Landesrekord auf. Besonders beeindruckend waren die Zeiten des französischen Sprinters Christophe Lemaitre, der über 100 Meter mit 9,95 s die schnellste Zeit eines Europäers seit sieben Jahren und gleichzeitig Landesrekord lief. Auch seine 20,28 s über 200 Meter bei den widrigen Bedingungen des zweiten Tags waren hervorragend.
Das mit Abschluss der Veranstaltung ermittelte Endergebnis wurde noch stärker durch nachträglich erfolgte Disqualifikationen von Dopingbetrügern beeinträchtigt als im Jahr zuvor – siehe Abschnitt „Doping“ unten. Es gab Verschiebungen in der Reihenfolge, alle Punktwerte änderten sich ganz erheblich. Das zunächst mit deutlichem Vorsprung ermittelte Siegerteam Russland musste zuletzt vorliebnehmen mit dem zweiten Platz nur einen Punkt getrennt von Rang drei. So rückte am Ende Deutschland ganz nach vorn und gewann den Wettbewerb mit klarem Vorsprung. Sogar bei den Absteigern gab es Veränderungen: Anstelle von Tschechien hätte eigentlich die mit wesentlichen Punktabzügen belastete Mannschaft aus Belarus gemeinsam mit den letztjährigen Aufsteigern Portugal und Schweden den Gang in die 1. Liga antreten müssen. Doch da die dopingbedingten Disqualifikationen erst viel später zutage kamen, konnte Belarus in der darauffolgenden Team-EM antreten und Tschechien startete in der ersten Liga.

## Deutsche Mannschaft
Der Deutsche Leichtathletik-Verband (DLV) hatte 50 Athleten (25 Frauen und 25 Männer) nominiert. Das deutsche Team startete in der Superliga und gewann den Wettbewerb.

## Doping
Folgende zwölf nachträgliche Disqualifikationen durch acht russische, zwei belarussische Sportler sowie einen ukrainischen und einen spanischen Athleten waren aufgrund von Dopingbetrug in zwölf Disziplinen zu verzeichnen:
- Ildar Minschin, Russland – 3000-Meter-Hindernislauf, zunächst Achter. Ihm wurde für August 2009 nachträglich die Einnahme verbotener Substanzen nachgewiesen. Er wurde für zwei Jahre gesperrt, unter anderem sein hier erzieltes Resultat wurde ihm aberkannt.[2]
- Denis Alexejew, Russland – 4-mal-400-Meter-Staffel, zunächst Rang eins. Ihm wurde bei Nachtests zu den Olympischen Spielen 2008 der Einsatz der verbotenen Substanz Turinabol nachgewiesen, was eine Sperre von vier Jahren durch den russischen Leichtathletikverband nach sich zog. Folgerichtig wurde sein hier erzieltes Ergebnis mit der russischen Staffel annulliert.[3]
- Andrej Michnewitsch, Belarus – Kugelstoßen, zunächst Rang vier. Anfang März 2013 wurden bei einem nachträglichen Dopingtest in seiner Probe von den Weltmeisterschaften 2005 Spuren von verbotenen Substanzen gefunden. Die daraufhin von der Disziplinar-Kommission der belarussischen Anti-Doping-Agentur verhängte lebenslange Sperre wurde vom Weltleichtathletikverband im Juli 2013 bestätigt, seine Leistungen, die er in dem Zeitraum erzielt hatte, für den er gesperrt war, wurden annulliert.[4]
- Dmytro Kossynskyj, Ukraine – Speerwurf, zunächst Rang eins. Sein bei dieser Veranstaltung durchgeführter Dopingtest ergab ein positives Ergebnis. Er wurde mit einer zweijährigen Wettkampfsperre beginnend am 19. August 2011 sanktioniert. Für die Olympischen Spiele 2012 erhielt er ein Startverbot. Seine seit dem Wettbewerb in Stockholm erzielten Resultate wurden ihm aberkannt.[5]
- Marija Sawinowa, Russland – 800-Meter-Lauf, zunächst Rang eins. In einem per Smartphone mit Hajo Seppelt geführten Interview, das im Dezember 2014 in einem ARD-Bericht gezeigt wurde, berichtete die Athletin über unter anderem von ihr begangene Verstöße gegen die Antidopingbestimmungen mittels Oxandrolon.[6] Die Welt-Anti-Doping-Agentur (WADA) empfahl anschließend nach Prüfung der zahlreichen in diesem Bericht angesprochenen Dopingfälle für Marija Sawinowa eine lebenslange Sperre zu verhängen.[7] Der Internationale Sportgerichtshof (CAS) sperrte sie 2017 für vier Jahre. Außerdem wurden alle Ergebnisse von den Europameisterschaften 2010 bis zu den Weltmeisterschaften 2013 gestrichen, darunter EM-Gold 2010, WM-Gold 2011, Olympiagold 2012 und WM-Silber 2013.[8]
- Jekaterina Martynowa, Russland – 1500-Meter-Lauf, zunächst Rang zwei. Die Läuferin, die nach ihrer Heirat unter dem Namen Jekaterina Scharmina startete, wurde nach zwei erwiesenen Verstößen gegen die Antidopingbestimmungen zu verschiedenen Terminen gleich zweimal mit Sperren belegt, zunächst für die Dauer von zwei Jahren, dann 2019 unterbrechungslos anschließend für vier Jahre. Außerdem wurden alle ihre vom 17. Juni 2011 bis zum 5. August 2015 erzielten Resultate annulliert.[9]
- Natallja Karejwa, Belarus – 1500-Meter-Lauf, zunächst Rang vier. Die Athletin wurde nach Anomalien in ihrem Biologischen Pass, festgestellt für den 28. Juli 2010, mit einer Sperre von zwei Jahren beginnend am 22. August 2014 belegt. Unter anderem ihr hier erzieltes Ergebnis wurde gestrichen.[10]
- Olesja Syrewa, Russland – 3000-Meter-Lauf, zunächst Rang eins. Im Jahr 2013 wurden Anomalien im Biologischen Pass der Athletin für März 2011 festgestellt. Dies hatte eine zweijährige Sperre von zwei Jahren beginnend am 1. Februar 2013 zur Folge. Ihre seit dem 3. März 2011 bis zum Ende der Sperre erzielten Ergebnisse wurden annulliert.[11]
- Josephine Onyia, Spanien – 100-Meter-Hürdenlauf, zunächst Rang zehn / 4-mal-100-Meter-Staffel, zunächst Platz elf. Der Hürdensprinterin wurden gleich vier Verstöße gegen die Antidopingbestimmungen zu unterschiedlichen Zeitpunkten nachgewiesen. Zunächst war dies der Fall bei Nachtests zu den Olympischen Spielen 2008 (positiver Test) sowie bei zwei späteren Wettkämpfen im Jahr 2008 (positive Tests auf Methylhexanamin und Clenbuterol). Darauf erfolgte trotz Widerstands des spanischen Leichtathletikverbands eine zweijährige Sperre. Nach ihrer Rückkehr in den Wettkampfsport wurde der Athletin noch einmal der Einsatz von Methylhexanamin und dann bei den spanischen Meisterschaften die Verwendung anaboler Steroide nachgewiesen. Daraufhin wurde die Athletin lebenslang gesperrt. Ihre im Zeitraum seit des ersten Verstoßes erzielten Resultate wurden gestrichen.[12]
- Tatjana Firowa, Russland – 4-mal-400-Meter-Staffel, zunächst Rang eins. Die Athletin wurde 2019 auf Grundlage des McLaren-Reports wegen Verstoßes gegen die Antidopingbestimmungen vom Internationalen Sportgerichtshof rückwirkend vom 9. Juni 2016 an für vier Jahre gesperrt. Außerdem wurden alle ihr zwischen dem 20. August 2008 und dem 31. Dezember 2012 erzielten Ergebnisse annulliert.[13]
- Darja Pischtschalnikowa, Russland – Kugelstoßen, zunächst Rang zwei. Eine Woche vor Beginn der Olympischen Spiele 2008 in Peking wurde die Athletin vom Weltleichtathletikverband (damals: IAAF) zunächst vorläufig gesperrt. Ihr und sechs weiteren russischen Athletinnen war aufgrund von DNA-Analysen vorgeworfen worden, bei Dopingtests in betrügerischer Absicht Urin anderer Personen abgeliefert zu haben.[14] Der Internationale Sportgerichtshof entschied daraufhin, dass die verhängte Dopingsperre bis zum 3. September 2010 andauert. Die Sperre wurde vom Weltleichtathletikverband bis April 2011 verlängert. In einer weiteren Dopingprobe, genommen im Vorfeld der Olympischen Spiele 2012, fand sich das anabole Steroid Oxandrolon.[15] Als Wiederholungstäterin wurde die Sportlerin daraufhin für zehn Jahre gesperrt, alle ihre im betreffenden Zeitraum erzielten Resultate wurden annulliert.[16]
- Marija Abakumowa, Russland – Speerwurf, zunächst Vierte. Sie wurde im Rahmen von Nachtests für die Olympischen Spiele 2008 des Verstoßes gegen die Antidopingbestimmungen überführt. In weiteren Untersuchungen stellte sich heraus, dass sie bis 2012 regelmäßig Doping betrieben hatte. Daraufhin wurden all ihre Resultate bis einschließlich zu den Olympischen Spielen 2012 annulliert und sie wurde außerdem mit einer vierjährigen Sperre belegt.[17]

## Ergebnisse 1. bis 3.Liga
Vorbemerkung:

Auch in den unteren Ligen kam es durch nachträgliche dopingbedingte Disqualifikationen zu Änderungen der jeweiligen Gesamtergebnisse. Das hatte auch Auswirkungen auf die Ab- und Aufstiegsregelungen, die allerdings nicht umgesetzt werden konnten, weil die Dopingbetrügereien erst später deutlich wurden. So kam es dazu, dass Rumänien, das mit seinem nachträglich festgestellten dritten Rang aus Liga 1 in die Superliga hätte aufsteigen dürfen, weiter in der ersten Liga verblieb. Stattdessen durfte die später auf Rang fünf zurückgestufte Türkei im kommenden Jahr in der Superliga antreten.
| Länderwertungen (Endstand nach jeweils 40 Entscheidungen) | Länderwertungen (Endstand nach jeweils 40 Entscheidungen) | Länderwertungen (Endstand nach jeweils 40 Entscheidungen) | Länderwertungen (Endstand nach jeweils 40 Entscheidungen) | Länderwertungen (Endstand nach jeweils 40 Entscheidungen) | Länderwertungen (Endstand nach jeweils 40 Entscheidungen) | Länderwertungen (Endstand nach jeweils 40 Entscheidungen) | Länderwertungen (Endstand nach jeweils 40 Entscheidungen) | Länderwertungen (Endstand nach jeweils 40 Entscheidungen) |
| Liga 1 in Izmir (TUR)                                     | Liga 1 in Izmir (TUR)                                     | Liga 1 in Izmir (TUR)                                     | Liga 2 in Novi Sad (SRB)                                  | Liga 2 in Novi Sad (SRB)                                  | Liga 2 in Novi Sad (SRB)                                  | Liga 3 in Reykjavík (ISL)                                 | Liga 3 in Reykjavík (ISL)                                 | Liga 3 in Reykjavík (ISL)                                 |
| Platz                                                     | Land                                                      | Punkte                                                    | Platz                                                     | Land                                                      | Punkte                                                    | Platz                                                     | Land                                                      | Punkte                                                    |
| --------------------------------------------------------- | --------------------------------------------------------- | --------------------------------------------------------- | --------------------------------------------------------- | --------------------------------------------------------- | --------------------------------------------------------- | --------------------------------------------------------- | --------------------------------------------------------- | --------------------------------------------------------- |
| 01                                                        | Griechenland                                              | 303,5                                                     | 1                                                         | Estland                                                   | 218,0                                                     | 01                                                        | Israel                                                    | 491                                                       |
| 02                                                        | Norwegen                                                  | 294,0                                                     | 2                                                         | Bulgarien                                                 | 215,5                                                     | 02                                                        | Zypern                                                    | 470                                                       |
| 03                                                        | Rumänien                                                  | 285,5                                                     | 3                                                         | Serbien                                                   | 188,5                                                     | 03                                                        | Moldau                                                    | 425                                                       |
| 04                                                        | Niederlande                                               | 283,0                                                     | 4                                                         | Litauen                                                   | 185,0                                                     | 04                                                        | Island                                                    | 412                                                       |
| 05                                                        | Türkei                                                    | 282,5                                                     | 5                                                         | Dänemark                                                  | 177,5                                                     | 05                                                        | Bosnien und Herzegowina                                   | 391                                                       |
| 06                                                        | Ungarn                                                    | 270,0                                                     | 6                                                         | Österreich                                                | 172,0                                                     | 06                                                        | Aserbaidschan                                             | 378                                                       |
| 07                                                        | Schweiz                                                   | 256,5                                                     | 7                                                         | Lettland                                                  | 147,0                                                     | 07                                                        | Armenien                                                  | 342                                                       |
| 08                                                        | Finnland                                                  | 252,0                                                     | 8                                                         | Slowakei                                                  | 134,5                                                     | 08                                                        | Luxemburg                                                 | 336                                                       |
| 09                                                        | Belgien                                                   | 250,5                                                     |                                                           |                                                           |                                                           | 09                                                        | Malta                                                     | 271                                                       |
| 10                                                        | Irland                                                    | 229,0                                                     |                                                           |                                                           |                                                           | 10                                                        | Montenegro                                                | 267                                                       |
| 11                                                        | Slowenien                                                 | 205,5                                                     |                                                           |                                                           |                                                           | 11                                                        | Nordmazedonien                                            | 234                                                       |
| 12                                                        | Kroatien                                                  | 183,0                                                     |                                                           |                                                           |                                                           | 12                                                        | AASSE                                                     | 179                                                       |
|                                                           |                                                           |                                                           |                                                           |                                                           |                                                           | 13                                                        | Andorra                                                   | 170                                                       |
|                                                           |                                                           |                                                           |                                                           |                                                           |                                                           | 14                                                        | Georgien                                                  | 145                                                       |
|                                                           |                                                           |                                                           |                                                           |                                                           |                                                           | 15                                                        | Albanien                                                  | 094                                                       |

 qualifiziert für die nächsthöhere Liga der kommenden Team-EM

 abgestiegen in die nächstniedrigere Liga der kommenden Team-EM

## Legende
Kurze Übersicht zur Bedeutung der Symbolik – so üblicherweise auch in sonstigen Veröffentlichungen verwendet:
| DSQ | disqualifiziert                       |
| DOP | wegen Dopingvergehens disqualifiziert |
| NMH | keine Höhe (No Mark)                  |
| NMW | keine Weite (No Mark)                 |
| ogV | ohne gültigen Versuch                 |

## Superliga: Resultate der Einzeldisziplinen

### Männer

#### 100 m

##### Lauf 1
| Platz  | Athlet                | Land | Zeit (s) |
| ------ | --------------------- | ---- | -------- |
| 1 (06) | Ángel David Rodríguez | ESP  | 10,39    |
| 2 (07) | Alexander Kjutte      | RUS  | 10,46    |
| 3 (08) | Tobias Unger          | GER  | 10,47    |
| 4 (09) | Aljaksandr Linnik     | BLR  | 10,53    |
| 5 (11) | Stefan Tärnhuvud      | SWE  | 10,58    |
| 6 (12) | Jan Veleba            | CZE  | 10,62    |

In Klammern: Platzierung in der Gesamtwertung aus beiden Läufen
Datum: 18. Juni
Wind: +0,4 m/s

##### Lauf 2
| Platz  | Athlet               | Land | Zeit (s) |
| ------ | -------------------- | ---- | -------- |
| 1 (01) | Christophe Lemaitre  | FRA  | 09,95    |
| 2 (02) | Dwain Chambers       | GBR  | 10,07    |
| 3 (03) | Francis Obikwelu     | PRT  | 10,22    |
| 4 (04) | Dariusz Kuć          | POL  | 10,24    |
| 5 (05) | Emanuele Di Gregorio | ITA  | 10,35    |
| 6 (10) | Serhij Smelyk        | UKR  | 10,54    |

In Klammern: Platzierung in der Gesamtwertung aus beiden Läufen
Datum: 18. Juni
Wind: +0,9 m/s

#### 200 m

##### Lauf 1
| Platz  | Athlet                | Land | Zeit (s) |
| ------ | --------------------- | ---- | -------- |
| 1 (02) | Kamil Kryński         | POL  | 20,83    |
| 2 (03) | Aljaksandr Linnik     | BLR  | 20,90    |
| 3 (05) | Matteo Galvan         | ITA  | 20,93    |
| 4 (08) | Roman Smirnow         | RUS  | 21,14    |
| 5 (09) | Ángel David Rodríguez | ESP  | 21,33    |
| 6 (12) | Ruslan Perestjuk      | UKR  | 21,79    |

In Klammern: Platzierung in der Gesamtwertung aus beiden Läufen
Datum: 19. Juni
Wind: +0,4 m/s

##### Lauf 2
| Platz  | Athlet              | Land | Zeit (s) |
| ------ | ------------------- | ---- | -------- |
| 1 (01) | Christophe Lemaitre | FRA  | 20,28    |
| 2 (04) | Pavel Maslák        | CZE  | 20,91    |
| 3 (06) | Daniel Talbot       | GBR  | 20,96    |
| 4 (07) | Johan Wissman       | SWE  | 21,10    |
| 5 (10) | Arnaldo Abrantes    | PRT  | 21,34    |
| 6 (11) | Miguel Rigau        | GER  | 21,44    |

In Klammern: Platzierung in der Gesamtwertung aus beiden Läufen
Datum: 19. Juni
Wind: +0,9 m/s

#### 400 m

##### Lauf 1
| Platz  | Athlet            | Land | Zeit (s) |
| ------ | ----------------- | ---- | -------- |
| 1 (06) | Johan Wissman     | SWE  | 46,35    |
| 2 (08) | Mark Ujakpor      | ESP  | 46,69    |
| 3 (09) | Volodymyr Burakov | UKR  | 46,80    |
| 4 (10) | Dzmitry Paluyan   | BLR  | 47,15    |
| 5 (11) | João Ferreira     | PRT  | 47,65    |
| 6 (12) | Tomás Bošek       | CZE  | 48,02    |

In Klammern: Platzierung in der Gesamtwertung aus beiden Läufen
Datum: 18. Juni

##### Lauf 2
| Platz | Athlet             | Land | Zeit (s) |
| ----- | ------------------ | ---- | -------- |
| 1 (1) | Maxim Dyldin       | RUS  | 45,82    |
| 2 (2) | Thomas Schneider   | GER  | 45,98    |
| 3 (3) | Marco Vistalli     | ITA  | 45,99    |
| 4 (4) | Marcin Marciniszyn | POL  | 46,28    |
| 5 (5) | Teddy Venel        | FRA  | 46,33    |
| 6 (7) | Conrad Williams    | GBR  | 46,44    |

In Klammern: Platzierung in der Gesamtwertung aus beiden Läufen
Datum: 18. Juni

#### 800 m
| Platz | Athlet               | Land | Zeit (min) |
| ----- | -------------------- | ---- | ---------- |
| 01    | Adam Kszczot         | POL  | 1:46,50    |
| 02    | Jeff Lastennet       | FRA  | 1:46,70    |
| 03    | Gareth Warburton     | GBR  | 1:46,95    |
| 04    | Mario Scapini        | ITA  | 1:47,20    |
| 05    | Anis Ananenka        | BLR  | 1:47,29    |
| 06    | Oleh Kayafa          | UKR  | 1:47,42    |
| 07    | Joni Jaako           | SWE  | 1:47,61    |
| 08    | Robin Schembera      | GER  | 1:47,79    |
| 09    | Iwan Tuktatschew     | RUS  | 1:48,27    |
| 10    | Antonio Manuel Reina | ESP  | 1:48,56    |
| 11    | António Rodrigues    | PRT  | 1:50,45    |
| 12    | Milan Kocourek       | CZE  | 1:59,28    |

Datum: 19. Juni

#### 1500 m
| Platz | Athlet              | Land | Zeit (min) |
| ----- | ------------------- | ---- | ---------- |
| 01    | Manuel Olmedo       | ESP  | 3:38,63    |
| 02    | Walentin Smirnow    | RUS  | 3:38,89    |
| 03    | James Shane         | GBR  | 3:29,21    |
| 04    | Carsten Schlangen   | GER  | 3:29,86    |
| 05    | Bartosz Nowicki     | POL  | 3:40,48    |
| 06    | Jakub Holuša        | CZE  | 3:40,69    |
| 07    | Oleksandr Borysyuk  | UKR  | 3:40,83    |
| 08    | Florian Carvalho    | FRA  | 3:41,25    |
| 09    | Lukas Rifesser      | ITA  | 3:44,45    |
| 10    | Johan Rogestedt     | SWE  | 3:45,95    |
| 11    | Maxim Juschtschanka | BLR  | 3:46,30    |
| 12    | Rui Pinto           | PRT  | 3:49,17    |

Datum: 18. Juni

#### 3000 m
| Platz | Athlet              | Land | Zeit (min) |
| ----- | ------------------- | ---- | ---------- |
| 01    | Juan Carlos Higuero | ESP  | 8:03,43    |
| 02    | Jegor Nikolajew     | RUS  | 8:03,80    |
| 03    | Rui Silva           | PRT  | 8:03,88    |
| 04    | Andrew Baddeley     | GBR  | 8:03,97    |
| 05    | Yoann Kowal         | FRA  | 8:04,77    |
| 06    | Mykola Labovskyy    | UKR  | 8:05,17    |
| 07    | Stefano La Rosa     | ITA  | 8:05,70    |
| 08    | Siarhei Platonau    | BLR  | 8:11,05    |
| 09    | Rico Schwarz        | GER  | 8:15,04    |
| 10    | Erik Johansson      | SWE  | 8:15,93    |
| 11    | Lukáš Kourek        | CZE  | 8:20,88    |
| 12    | Krystian Zalewski   | POL  | 8:21,61    |

Datum: 19. Juni

#### 5000 m
| 01 | Jesús España        | ESP | 13:39,25 |
| 02 | Serhij Lebid        | UKR | 13:39,75 |
| 03 | Andrew Vernon       | GBR | 13:40,15 |
| 04 | Jewgeni Rybakow     | RUS | 13:40,63 |
| 05 | Siarhei Chebiarak   | BLR | 13:41,19 |
| 06 | Łukasz Parszczyński | POL | 13:42,21 |
| 07 | Yohan Durand        | FRA | 13:44,71 |
| 08 | Ahmed El Mazoury    | ITA | 13:45,89 |
| 09 | Youssef El Kalai    | PRT | 13:56,92 |
| 10 | Arne Gabius         | GER | 14:01,88 |
| 11 | Milan Kocourek      | CZE | 14:25,30 |
| 12 | Adil Bouafif        | SWE | 14:44,67 |

Datum: 18. Juni

#### 110 m Hürden

##### Lauf 1
| Platz  | Athlet           | Land | Zeit (s) |
| ------ | ---------------- | ---- | -------- |
| 1 (03) | Jackson Quiñónez | ESP  | 13,71    |
| 2 (05) | Philip Nossmy    | SWE  | 13,73    |
| 3 (06) | Martin Mazác     | CZE  | 13,76    |
| 4 (10) | Maksim Lynsha    | BLR  | 14,00    |
| 5 (11) | Rasul Dabó       | PRT  | 14,14    |
| 6 (12) | Serhiy Kopanayko | UKR  | 14,57    |

In Klammern: Platzierung in der Gesamtwertung aus beiden Läufen
Datum: 18. Juni
Wind: −0,8 m/s

##### Lauf 2
| Platz | Athlet               | Land | Zeit (s) |
| ----- | -------------------- | ---- | -------- |
| 1 (1) | Andrew Turner        | GBR  | 13,42    |
| 2 (2) | Garfield Darien      | FRA  | 13,64    |
| 3 (4) | Artur Noga           | POL  | 13,72    |
| 4 (7) | Konstantin Schabanow | RUS  | 13,76    |
| 5 (8) | Emanuele Abate       | ITA  | 13,85    |
| 6 (9) | Erik Balnuweit       | GER  | 13,98    |

In Klammern: Platzierung in der Gesamtwertung aus beiden Läufen
Datum: 18. Juni
Wind: −2,4 m/s

#### 400 m Hürden

##### Lauf 1
| Platz  | Athlet          | Land | Zeit (s) |
| ------ | --------------- | ---- | -------- |
| 1 (06) | Josef Prorok    | CZE  | 50,60    |
| 2 (07) | Giacomo Panizza | ITA  | 50,60    |
| 3 (08) | Diego Cabello   | ESP  | 50,84    |
| 4 (09) | Rafał Ostrowski | POL  | 51,01    |
| 5 (11) | Vadzim Kebets   | BLR  | 51,89    |
| 6 (12) | Thomas Nikitin  | SWE  | 52,23    |

In Klammern: Platzierung in der Gesamtwertung aus beiden Läufen
Datum: 19. Juni

##### Lauf 2
| Platz  | Athlet               | Land | Zeit (s) |
| ------ | -------------------- | ---- | -------- |
| 1 (01) | David Greene         | GBR  | 49,21    |
| 2 (02) | Georg Fleischhauer   | GER  | 49,56    |
| 3 (03) | Alexander Derewjagin | RUS  | 49,70    |
| 4 (04) | Jorge Paula          | PRT  | 50,42    |
| 5 (05) | Stanislaw Melnykow   | UKR  | 50,53    |
| 6 (10) | Héni Kechi           | FRA  | 51,20    |

In Klammern: Platzierung in der Gesamtwertung aus beiden Läufen
Datum: 19. Juni

#### 3000 m Hindernis
| Platz | Athlet                    | Land | Zeit (min) |
| ----- | ------------------------- | ---- | ---------- |
| 01    | Vincent Zouaoui-Dandrieux | FRA  | 8:30,85    |
| 02    | Steffen Uliczka           | GER  | 8:31,01    |
| 03    | Vadym Slobodeny           | UKR  | 8:37,19    |
| 04    | Abdelaziz Merzoughi       | ESP  | 8:38,75    |
| 05    | Patrick Nasti             | ITA  | 8:40,30    |
| 06    | Tomasz Szymkowiak         | POL  | 8:41,50    |
| 07    | Alberto Paulo             | PRT  | 8:44,17    |
| 08    | Luke Gunn                 | GBR  | 8:45,41    |
| 09    | Illia Slavinski           | BLR  | 8:49,63    |
| 10    | Eric Senorski             | SWE  | 8:53,14    |
| 11    | Jan Kreisinger            | CZE  | 9:02,24    |
| DOP   | Ildar Minschin            | RUS  | 8:34,56    |

Datum: 19. Juni
Dem Russen Ildar Minschin, der zunächst Rang acht belegt hatte, wurde für August 2009 nachträglich die Einnahme verbotener Substanzen nachgewiesen. Er wurde für zwei Jahre gesperrt, unter anderem sein hier erzieltes Resultat wurde ihm aberkannt.

#### 4 × 100 m Staffel

##### Lauf 1
| Platz  | Besetzung  | Land                                                                  | Zeit (s) |
| ------ | ---------- | --------------------------------------------------------------------- | -------- |
| 1 (04) | Polen      | Olaf Paruzel Dariusz Kuć Robert Kubaczyk Kamil Kryński                | 39,09    |
| 2 (06) | Portugal   | Ricardo Pacheco Francis Obikwelu Arnaldo Abrantes Yazaldes Nascimento | 39,43    |
| 3 (07) | Tschechien | Jan Veleba Jiří Vojtík Vojtěch Šulc Lukás Milo                        | 39,77    |
| 4 (08) | Spanien    | Eduard Viles Ángel David Rodríguez Edgar Pérez Eusebio Cáceres        | 39,85    |
| 5 (09) | Schweden   | Oskar Åberg Stefan Tärnhuvud Benjamin Olsson Nil de Oliviera          | 39,94    |
| 6 (10) | BLR        | Yury Melnikau Viktar Rabau Nikolaj Homan Ivan Trafimovich             | 41,12    |

In Klammern: Platzierung in der Gesamtwertung aus beiden Läufen
Datum: 18. Juni

##### Lauf 2
| Platz | Besetzung      | Land                                                                     | Zeit (s) |
| ----- | -------------- | ------------------------------------------------------------------------ | -------- |
| 1 (1) | Großbritannien | Christian Malcolm Craig Pickering James Ellington Harry Aikines-Aryeetey | 38,60    |
| 2 (2) | Frankreich     | Teddy Tinmar Christophe Lemaitre Pierre-Alexis Pessonneaux Ronald Pognon | 38,71    |
| 3 (3) | Deutschland    | Alex Schaf Marius Broenning Tobias Unger Aleixo-Platini Menga            | 38,92    |
| 4 (5) | Russland       | Alexander Brednew Konstantin Petrjaschow Roman Smirnow Alexander Kjutte  | 39,09    |
| DSQ   | Italien        | Jacques Riparelli Simone Collio Emanuele Di Gregorio Fabio Cerutti       |          |
| DSQ   | Ukraine        | Ruslan Perestyuk Witalij Korsch Serhij Sahutkin Jurij Schtanow           |          |

In Klammern: Platzierung in der Gesamtwertung aus beiden Läufen
Datum: 18. Juni

#### 4 × 400 m Staffel

##### Lauf 1
| Platz | Besetzung  | Land                                                             | Zeit (min) |
| ----- | ---------- | ---------------------------------------------------------------- | ---------- |
| 1 (4) | Italien    | Isalbet Juarez Luca Galletti Matteo Galvan Marco Vistalli        | 3:05,66    |
| 2 (6) | Spanien    | Roberto Briones Mark Ujakpor Javier Sanz Ramón Montejano         | 3:07,37    |
| 3 (7) | Schweden   | Mattias Claesson Fredrik Johansson Johan Wissman Joni Jaako      | 3:07,88    |
| 4 (8) | Portugal   | Yazaldes Nascimento João Ferreira Carlos Pinheiro Jorge Paula    | 3:10,24    |
| DSQ   | BLR        | Anis Ananenka Dzmitry Paluyan Maksim Piskunov Aliaksandr Bazulko |            |
| DSQ   | Tschechien | Pavel Jirán Pavel Maslák Tomás Bošek Josef Prorok                |            |

In Klammern: Platzierung in der Gesamtwertung aus beiden Läufen
Datum: 19. Juni

##### Lauf 2
| Platz | Besetzung      | Land                                                                   | Zeit (min) |
| ----- | -------------- | ---------------------------------------------------------------------- | ---------- |
| 1 (1) | Frankreich     | Nicolas Fillon Teddy Venel Mamadou Kassé Hann Mame-Ibra Anne           | 3:03,33    |
| 2 (2) | Deutschland    | David Gollnow Jonas Plass Benjamin Jonas Thomas Schneider              | 3:04,10    |
| 3 (3) | Polen          | Piotr Wiaderek Marcin Marciniszyn Kamil Budziejewski Mateusz Fórmanski | 3:04,42    |
| 4 (5) | Ukraine        | Ievhen Gutsol Stanislaw Melnykow Myhaylo Knysh Volodymyr Burakov       | 3:05,93    |
| DSQ   | Großbritannien | Andrew Steele Conrad Williams Michael Bingham Richard Buck             |            |
| DOP   | Russland       | Maxim Dyldin Dimitri Burjak Pawel Trenichin Denis Alexejew             | 3:02,42    |

In Klammern: Platzierung in der Gesamtwertung aus beiden Läufen
Datum: 19. Juni
Die russische Staffel, die zunächst Rang eins belegt hatte, wurde disqualifiziert. Ihrem Schlussläufer Denis Alexejew wurde bei Nachtests zu den Olympischen Spielen 2008 der Einsatz der verbotenen Substanz Turinabol nachgewiesen, was eine Sperre von vier Jahren durch den russischen Leichtathletikverband nach sich zog.

#### Hochsprung
| Platz | Athlet           | Land | Höhe (m) |
| ----- | ---------------- | ---- | -------- |
| 01    | Dmytro Demyanyuk | UKR  | 2,35     |
| 02    | Alexei Dmitrik   | RUS  | 2,31     |
| 03    | Jaroslav Bába    | CZE  | 2,28     |
| 04    | Raúl Spank       | GER  | 2,28     |
| 05    | Abdoulaye Diarra | FRA  | 2,24     |
| 06    | Silvano Chesani  | ITA  | 2,24     |
| 07    | Javier Bermejo   | ESP  | 2,24     |
| 08    | Samson Oni       | GBR  | 2,20     |
| 09    | Artsiom Zaitsau  | BLR  | 2,20     |
| 10    | Mehdi Alkhatib   | SWE  | 2,20     |
| 11    | Wojciech Theiner | POL  | 2,20     |
| 12    | Paulo Gonçalves  | PRT  | 2,10     |

Datum: 18. Juni

#### Stabhochsprung
| Platz | Athlet               | Land | Höhe (m) |
| ----- | -------------------- | ---- | -------- |
| 01    | Maksym Masuryk       | UKR  | 5,72     |
| 02    | Malte Mohr           | GER  | 5,72     |
| 03    | Alexander Gripitsch  | RUS  | 5,60     |
| 04    | Łukasz Michalski     | POL  | 5,60     |
| 05    | Renaud Lavillenie    | FRA  | 5,50     |
| 06    | Jan Kudlička         | CZE  | 5,50     |
| 07    | Steven Lewis         | GBR  | 5,40     |
| 08    | Stanislau Tsivonchyk | BLR  | 5,40     |
| 09    | Edi Maia             | PRT  | 5,20     |
| 09    | Albert Vélez         | ESP  | 5,20     |
| 11    | Alhaji Jeng          | SWE  | 5,20     |
| NMH   | Giuseppe Gibilisco   | ITA  | ogV      |

Datum: 19. Juni

#### Weitsprung
| Platz | Athlet                | Land | Weite (m) |
| ----- | --------------------- | ---- | --------- |
| 01    | Alexander Menkow      | RUS  | 8,20      |
| 02    | Michel Tornéus        | SWE  | 8,19      |
| 03    | Christopher Tomlinson | GBR  | 8,12      |
| 04    | Christian Reif        | GER  | 8,10      |
| 05    | Luis Felipe Méliz     | ESP  | 7,94      |
| 06    | Kafétien Gomis        | FRA  | 7,91      |
| 07    | Marcos Chuva          | PRT  | 7,90      |
| 08    | Roman Novotný         | CZE  | 7,72      |
| 09    | Sheryf El-Sheryf      | UKR  | 7,68      |
| 10    | Emanuele Formichetti  | ITA  | 7,52      |
| 11    | Konrad Podgórski      | POL  | 7,42      |
| 12    | Aliaksei Pastupaila   | BLR  | 7,39      |

Datum: 18. Juni

#### Dreisprung
| Platz | Athlet              | Land | Weite (m) |
| ----- | ------------------- | ---- | --------- |
| 01    | Fabrizio Schembri   | ITA  | 16,95     |
| 02    | Dsmitryj Platnizki  | BLR  | 16,81     |
| 03    | Wiktor Kusnjezow    | UKR  | 16,79     |
| 04    | Karol Hoffmann      | POL  | 16,78     |
| 05    | Karl Taillepierre   | FRA  | 16,63     |
| 06    | Nelson Évora        | PRT  | 16,33     |
| 07    | Andreas Pohle       | GER  | 16,29     |
| 08    | José Emilio Bellido | ESP  | 15,95     |
| 09    | Mattias Ström       | SWE  | 15,52     |
| 10    | Kola Adedoyin       | GBR  | 15,32     |
| 11    | Petr Hnízdil        | CZE  | 15,32     |
| NMW   | Alexei Fjodorow     | RUS  | ogV       |

Datum: 19. Juni

#### Kugelstoßen
| Platz | Athlet              | Land | Weite (m) |
| ----- | ------------------- | ---- | --------- |
| 01    | David Storl         | GER  | 20,81     |
| 02    | Tomasz Majewski     | POL  | 20,51     |
| 03    | Iwan Juschkow       | RUS  | 19,49     |
| 04    | Marco Fortes        | PRT  | 19,40     |
| 05    | Andriy Semenov      | UKR  | 19,38     |
| 06    | Gaëtan Bucki        | FRA  | 18,93     |
| 07    | Borja Vivas         | ESP  | 18,64     |
| 08    | Jan Marcell         | CZE  | 18,49     |
| 09    | Niklas Arrhenius    | SWE  | 17,87     |
| 10    | Marco Di Maggio     | ITA  | 17,51     |
| 11    | Gregory Beard       | GBR  | 16,97     |
| DOP   | Andrej Michnewitsch | BLR  | 20,40     |

Datum: 18. Juni
In der Probe von den Weltmeisterschaften 2005 des zunächst viertplatzierten belarussischen Athleten Andrej Michnewitsch wurden Anfang März 2013 bei einem nachträglichen Dopingtest Spuren von verbotenen Substanzen gefunden. Die daraufhin von der Disziplinar-Kommission der belarussischen Anti-Doping-Agentur verhängte lebenslange Sperre wurde vom Weltleichtathletikverband im Juli 2013 bestätigt, seine Leistungen, die er in dem Zeitraum erzielte, für den er gesperrt war, wurden annulliert.

#### Diskuswurf
| Platz | Athlet                  | Land | Weite (m) |
| ----- | ----------------------- | ---- | --------- |
| 01    | Robert Harting          | GER  | 65,63     |
| 02    | Frank Casañas           | ESP  | 62,43     |
| 03    | Piotr Małachowski       | POL  | 61,66     |
| 04    | Jan Marcell             | CZE  | 61,46     |
| 05    | Bogdan Pischtschalnikow | RUS  | 59,89     |
| 06    | Brett Morse             | GBR  | 59,37     |
| 07    | Niklas Arrhenius        | SWE  | 57,75     |
| 08    | Oleksiy Semenov         | UKR  | 56,30     |
| 09    | Giovanni Faloci         | ITA  | 56,09     |
| 10    | Jean-François Aurokiom  | FRA  | 52,85     |
| 11    | Jorge Grave             | PRT  | 50,59     |
| 12    | Siarhei Rohanau         | BLR  | 49,23     |

Datum: 19. Juni

#### Hammerwurf
| Platz | Athlet            | Land | Weite (m) |
| ----- | ----------------- | ---- | --------- |
| 01    | Markus Esser      | GER  | 79,28     |
| 02    | Paweł Fajdek      | POL  | 76,98     |
| 03    | Oleksiy Sokyrskyy | UKR  | 76,96     |
| 04    | Pavel Kryvitski   | BLR  | 76,93     |
| 05    | Nicola Vizzoni    | ITA  | 74,47     |
| 06    | Frédéric Pouzy    | FRA  | 73,88     |
| 07    | Alexei Sagorny    | RUS  | 73,85     |
| 08    | Javier Cienfuegos | ESP  | 72,11     |
| 09    | Lukáš Melich      | CZE  | 70,86     |
| 10    | Mattias Jons      | SWE  | 69,53     |
| 11    | Andrew Frost      | GBR  | 61,53     |
| NMW   | Dário Manso       | PRT  | ogV       |

Datum: 19. Juni

#### Speerwurf
| Platz | Athlet             | Land | Weite (m) |
| ----- | ------------------ | ---- | --------- |
| 01    | Sergei Makarow     | RUS  | 81,20     |
| 02    | Gabriel Wallin     | SWE  | 80,88     |
| 03    | Matthias de Zordo  | GER  | 77,86     |
| 04    | Petr Frydrych      | CZE  | 74,42     |
| 05    | Rafael Baraza      | ESP  | 74,11     |
| 06    | Roberto Bertolini  | ITA  | 72,07     |
| 07    | Paweł Rakoczy      | POL  | 71,79     |
| 08    | James Campbell     | GBR  | 68,03     |
| 09    | Anatoli Adakhouski | BLR  | 65,47     |
| 10    | Killian Durechou   | FRA  | 63,21     |
| 11    | Tiaga Aperta       | PRT  | 62,54     |
| DOP   | Dmytro Kossynskyj  | UKR  | 81,29     |

Datum: 18. Juni
Dmytro Kossynskyj aus der Ukraine, der zunächst Rang eins belegt hatte, wurde nach dem Wettbewerb positiv getestet. Er wurde mit einer zweijährigen Wettkampfsperre sanktioniert und durfte bei den Olympischen Spielen 2012 nicht starten. Seine seit dem Wettbewerb hier in Stockholm erzielten Resultate wurden ihm aberkannt.

### Frauen

#### 100 m

##### Lauf 1
| Platz  | Athletin           | Land | Zeit (s) |
| ------ | ------------------ | ---- | -------- |
| 1 (01) | Véornique Mang     | FRA  | 11,23    |
| 2 (07) | Sónia Tavares      | PRT  | 11,51    |
| 3 (08) | Julija Neszjarenka | BLR  | 11,53    |
| 4 (10) | Audrey Alloh       | ITA  | 11,63    |
| 5 (11) | Lena Berntsson     | SWE  | 11,80    |
| 6 (12) | Amparo María Cotán | ESP  | 11,82    |

In Klammern: Platzierung in der Gesamtwertung aus beiden Läufen
Datum: 18. Juni
Wind: −0,5 m/s

##### Lauf 2
| Platz | Athletin           | Land | Zeit (s) |
| ----- | ------------------ | ---- | -------- |
| 1 (2) | Olessja Powch      | UKR  | 11,28    |
| 2 (3) | Alexandra Fedoriwa | RUS  | 11,34    |
| 3 (4) | Marion Wagner      | GER  | 11,38    |
| 4 (5) | Anyika Onuora      | GBR  | 11,43    |
| 5 (6) | Kateřina Cachová   | CZE  | 11,45    |
| 6 (9) | Marta Jeschke      | POL  | 11,55    |

In Klammern: Platzierung in der Gesamtwertung aus beiden Läufen
Datum: 18. Juni
Wind: +1,5 m/s

#### 200 m

##### Lauf 1
| Platz  | Athletin            | Land | Zeit (s) |
| ------ | ------------------- | ---- | -------- |
| 1 (03) | Cathleen Tschirch   | GER  | 23,45    |
| 2 (07) | Sónia Tavares       | PRT  | 23,94    |
| 3 (09) | Moa Hjelmer         | SWE  | 24,05    |
| 4 (10) | Giulia Arcioni      | ITA  | 24,10    |
| 5 (11) | Belén Recio         | ESP  | 24,59    |
| 6 (12) | Kazjaryna Hantschar | BLR  | 24,75    |

In Klammern: Platzierung in der Gesamtwertung aus beiden Läufen
Datum: 19. Juni
Wind: −2,1 m/s

##### Lauf 2
| Platz | Athletin                  | Land | Zeit (s) |
| ----- | ------------------------- | ---- | -------- |
| 1 (1) | Marija Rjemjen            | UKR  | 23,10    |
| 2 (2) | Julija Tschermoschanskaja | RUS  | 23,40    |
| 3 (4) | Myriam Soumaré            | FRA  | 23,62    |
| 4 (5) | Denisa Rosolová           | CZE  | 23,66    |
| 5 (6) | Abiodun Oyepitan          | GBR  | 23,91    |
| 6 (8) | Marika Popowicz           | POL  | 24,03    |

In Klammern: Platzierung in der Gesamtwertung aus beiden Läufen
Datum: 19. Juni
Wind: −2,2 m/s

#### 400 m

##### Lauf 1
| Platz  | Athletin          | Land | Zeit (s) |
| ------ | ----------------- | ---- | -------- |
| 1 (06) | Janin Lindenberg  | GER  | 52,07    |
| 2 (08) | Marta Milani      | ITA  | 52,64    |
| 3 (09) | Agata Bednarek    | POL  | 52,93    |
| 4 (10) | Aauri Bokesa      | ESP  | 53,60    |
| 5 (11) | Josefin Magnusson | SWE  | 53,78    |
| 6 (12) | Cátia Nunes       | PRT  | 55,02    |

In Klammern: Platzierung in der Gesamtwertung aus beiden Läufen
Datum: 18. Juni

##### Lauf 2
| Platz | Athletin              | Land | Zeit (s) |
| ----- | --------------------- | ---- | -------- |
| 1 (1) | Antonina Jefremowa    | UKR  | 51,02    |
| 2 (2) | Denisa Rosolová       | CZE  | 51,37    |
| 3 (3) | Shana Cox             | GBR  | 51,49    |
| 4 (4) | Swjatlana Ussowitsch  | BLR  | 51,85    |
| 5 (5) | Xenija Sadorina       | RUS  | 52,00    |
| 6 (7) | Muriel Hurtis-Houairi | FRA  | 52,19    |

In Klammern: Platzierung in der Gesamtwertung aus beiden Läufen
Datum: 18. Juni

#### 800 m
| Platz | Athletin             | Land | Zeit (min) |
| ----- | -------------------- | ---- | ---------- |
| 01    | Jenny Meadows        | GBR  | 1:59,47    |
| 02    | Lilija Lobanowa      | UKR  | 2:00,18    |
| 03    | Maryna Arsamassawa   | BLR  | 2:00,62    |
| 04    | Elisa Cusma Piccione | ITA  | 2:01,04    |
| 05    | Jana Hartmann        | GER  | 2:01,15    |
| 06    | Angelika Cichocka    | POL  | 2:01,75    |
| 07    | Clarisse Moh         | FRA  | 2:03,38    |
| 08    | Isabel Macías        | ESP  | 2:03,49    |
| 09    | Sofia Öberg          | SWE  | 2:04,53    |
| 10    | Sandra Teixeira      | PRT  | 2:07,94    |
| 11    | Lenka Masná          | CZE  | 2:08,43    |
| DOP   | Marija Sawinowa      | RUS  | 1:58,75    |

Datum: 18. Juni
Die russische Läuferin Marija Sawinowa, die das Rennen zunächst siegreich beendet hatte, wurde 2017 vom Internationalen Sportgerichtshof (CAS) für vier Jahre gesperrt, ihre von den Europameisterschaften 2010 bis zu den Weltmeisterschaften 2013 erzielten Resultate wurden gestrichen. Zuvor hatte sie für einen im Dezember 2014 ausgestrahlten ARD-Bericht in einem per Smartphone mit Hajo Seppelt geführten Interview über unter anderem von ihr begangene Verstößen gegen die Antidopingbestimmungen mittels Oxandrolon berichtet.

#### 1500 m
| Platz | Athletin             | Land | Zeit (min) |
| ----- | -------------------- | ---- | ---------- |
| 01    | Charlene Thomas      | GBR  | 4:06,85    |
| 02    | Hanna Mischtschenko  | UKR  | 4:07,27    |
| 03    | Nuria Fernández      | ESP  | 4:07,82    |
| 04    | Sylwia Ejdys         | POL  | 4:09,75    |
| 05    | Tereza Čapková       | CZE  | 4:10,74    |
| 06    | Denise Krebs         | GER  | 4:11,96    |
| 07    | Sara Moreira         | ESP  | 4:12,63    |
| 08    | Viktoria Tegenfeldt  | SWE  | 4:16,01    |
| 09    | Valentina Costanza   | ITA  | 4:25,35    |
| 10    | Fanjanteino Félix    | FRA  | 4:30,75    |
| DOP   | Jekaterina Martynowa | RUS  | 4:07,08    |
| DOP   | Natallja Karejwa     | BLR  | 4:07,76    |

Datum: 19. Juni
Hier gab es gleich zwei Dopingfälle:
- Die Russin Jekaterina Martynowa, die zunächst Rang zwei belegt hatte und nach ihrer Heirat unter dem Namen Jekaterina Scharmina startete, wurde nach zwei erwiesenen Verstößen gegen die Antidopingbestimmungen zu verschiedenen Terminen gleich zweimal mit Sperren belegt, zunächst für die Dauer von zwei Jahren, dann 2017 unterbrechungslos anschließend für vier Jahre. Außerdem wurden alle ihre vom 17. Juni 2011 bis zum 5. August 2015 erzielten Resultate annulliert.[9]
- Die zunächst viertplatzierte Belarussin Natallja Karejwa wurde nach Anomalien in ihrem Biologischen Pass, festgestellt für den 28. Juli 2010, mit einer Sperre von zwei Jahren beginnend am 22. August 2014 belegt. Unter anderem ihr hier erzieltes Ergebnis wurde gestrichen.[10]

#### 3000 m
| Platz | Athletin              | Land | Zeit (min) |
| ----- | --------------------- | ---- | ---------- |
| 01    | Natalija Tobias       | UKR  | 8:54,16    |
| 02    | Natalia Rodríguez     | ESP  | 8:55,09    |
| 03    | Lidia Chojecka        | POL  | 8:55,73    |
| 04    | Silvia Weissteiner    | ITA  | 8:58,10    |
| 05    | Swjatlana Kudselitsch | BLR  | 9:00,06    |
| 06    | Stevie Stockton       | GBR  | 9:00,67    |
| 07    | Corinna Harrer        | GER  | 9:01,29    |
| 08    | Christelle Daunay     | FRA  | 9:02,16    |
| 09    | Dulce Félix           | PRT  | 9:09,92    |
| 10    | Lucie Sekanová        | CZE  | 9:19,83    |
| 11    | Charlotta Fougberg    | SWE  | 9:24,86    |
| DOP   | Olesja Syrewa         | RUS  | 8:53,20    |

Datum: 19. Juni
Der zunächst erstplatzierten Russin Olesja Syrewa wurden im Jahr 2013 Anomalien im Biologischen Pass für März 2011 nachgewiesen. Dies hatte eine zweijährige Sperre von zwei Jahren beginnend am 1. Februar 2013 zur Folge. Ihre seit dem 3. März 2011 bis zum Ende der Sperre erzielten Ergebnisse wurden annulliert.

#### 5000 m
| Platz | Athletin              | Land | Zeit (min) |
| ----- | --------------------- | ---- | ---------- |
| 01    | Dolores Checa         | ESP  | 15:16,89   |
| 02    | Jelena Sadoroschnaja  | RUS  | 15:28,65   |
| 03    | Helen Clitheroe       | GBR  | 15:33,03   |
| 04    | Sabrina Mockenhaupt   | GER  | 15:35,02   |
| 05    | Dulce Félix           | PRT  | 15.36,99   |
| 06    | Tetjana Holowtschenko | UKR  | 15:46,02   |
| 07    | Anna Incerti          | ITA  | 15:49,54   |
| 08    | Christine Bardelle    | FRA  | 15:56,56   |
| 09    | Wioletta Frankiewicz  | FRA  | 16:22,81   |
| 10    | Malin Liljestedt      | SWE  | 16:28,40   |
| 11    | Květoslava Pecková    | CZE  | 16:31,74   |
| 12    | Wolha Dubouskaja      | BLR  | 16:40,47   |

Datum: 19. Juni

#### 100 m Hürden

##### Lauf 1
| Platz  | Athletin            | Land | Zeit (s) |
| ------ | ------------------- | ---- | -------- |
| 1 (01) | Tatjana Dektjarjowa | RUS  | 13,16    |
| 2 (03) | Marzia Caravelli    | ITA  | 13,21    |
| 3 (08) | Karolina Tymińska   | POL  | 13,51    |
| 4 (09) | Olena Janowska      | UKR  | 13,56    |
| 5 (10) | Emma Tuvesson       | SWE  | 13,62    |
| 6 (11) | Patrícia Mamona     | POL  | 14,30    |

In Klammern: Platzierung in der Gesamtwertung aus beiden Läufen
Datum: 19. Juni
Wind: −1,0 m/s

##### Lauf 2
| Platz | Athletin         | Land | Zeit (s) |
| ----- | ---------------- | ---- | -------- |
| 1 (2) | Alina Talaj      | BLR  | 13,19    |
| 2 (4) | Tiffany Porter   | GBR  | 13,28    |
| 3 (5) | Sandra Gomis     | FRA  | 13,32    |
| 4 (6) | Cindy Roleder    | GER  | 13,40    |
| 5 (7) | Lucie Škrobáková | CZE  | 13,45    |
| DOP   | Josephine Onyia  | ESP  | 13,60    |

In Klammern: Platzierung in der Gesamtwertung aus beiden Läufen
Datum: 18. Juni
Wind: −0,2 m/s
Der zunächst zehntplatzierten Spanierin Josephine Onyia wurden gleich vier Verstöße gegen die Antidopingbestimmungen zu unterschiedlichen Zeitpunkten nachgewiesen. Zunächst war dies der Fall bei Nachtests zu den Olympischen Spielen 2008 (positiver Test) sowie bei zwei späteren Wettkämpfen im Jahr 2008 (positive Tests auf Methylhexanamin und Clenbuterol). Darauf erfolgte trotz Widerstands des spanischen Leichtathletikverbands eine zweijährige Sperre. Nach ihrer Rückkehr in den Wettkampfsport wurde der Athletin noch einmal der Einsatz von Methylhexanamin und dann bei den spanischen Meisterschaften die Verwendung anaboler Steroide nachgewiesen. Daraufhin wurde die Athletin lebenslang gesperrt. Ihre im Zeitraum seit des ersten Verstoßes erzielten Resultate wurden gestrichen, neben ihrem Ergebnis im Hürdensprint auch der hier erlaufene elfte Platz der spanischen 4-mal-100-Meter-Staffel.

#### 400 m Hürden

##### Lauf 1
| Platz  | Athletin           | Land | Zeit (s) |
| ------ | ------------------ | ---- | -------- |
| 1 (05) | Manuela Gentili    | ITA  | 56,85    |
| 2 (06) | Vera Barbosa       | PRT  | 57,26    |
| 3 (07) | Phara Anacharsis   | FRA  | 57,26    |
| 4 (08) | Christiane Klopsch | GER  | 57,85    |
| 5 (10) | Maryna Boika       | BLR  | 59,43    |
| 6 (12) | Olga Ortega        | ESP  | 60,82    |

In Klammern: Platzierung in der Gesamtwertung aus beiden Läufen
Datum: 18. Juni

##### Lauf 2
| Platz  | Athletin             | Land | Zeit (s) |
| ------ | -------------------- | ---- | -------- |
| 1 (01) | Zuzana Hejnová       | CZE  | 53,87    |
| 2 (02) | Natalja Antjuch      | RUS  | 54,52    |
| 3 (03) | Perri Shakes-Drayton | GBR  | 55,06    |
| 4 (04) | Hanna Titimez        | UKR  | 55,09    |
| 5 (09) | Joanna Linkiewicz    | POL  | 58,39    |
| 6 (11) | Sofie Persson        | SWE  | 60,34    |

In Klammern: Platzierung in der Gesamtwertung aus beiden Läufen
Datum: 18. Juni

#### 3000 m Hindernis
| Platz | Athlet            | Land | Zeit (min) |
| ----- | ----------------- | ---- | ---------- |
| 01    | Gulnara Galkina   | RUS  | 09:31,20   |
| 02    | Sara Moreira      | PRT  | 09:35,11   |
| 03    | Jana Sussmann     | GER  | 09:43,28   |
| 04    | Marcela Lustigová | CZE  | 09:43,57   |
| 05    | Diana Martín      | ESP  | 09:46,89   |
| 06    | Sophie Duarte     | FRA  | 09:48,83   |
| 07    | Giulia Martinelli | ITA  | 09:52,78   |
| 08    | Valeriya Mara     | UKR  | 09:54,10   |
| 09    | Eilish McColgan   | GBR  | 09:55,13   |
| 10    | Matylda Szlęzak   | POL  | 09:57,38   |
| 11    | Iryna Padabed     | BLR  | 10:18,32   |
| 12    | Klara Bodinson    | SWE  | 10:25,55   |

Datum: 18. Juni

#### 4 × 100 m Staffel

##### Lauf 1
| Platz  | Besetzung  | Land                                                                  | Zeit (s) |
| ------ | ---------- | --------------------------------------------------------------------- | -------- |
| 1 (05) | Belarus    | Julija Neszjarenka Alina Talaj Alena Neumjarschyzkaja Julija Balykina | 43,67    |
| 2 (06) | Polen      | Ewelina Ptak Marika Popowicz Marta Jeschke Anna Kiełbasińska          | 43,77    |
| 3 (07) | Schweden   | Lena Berntsson Carolina Klüft Elin Backman Moa Hjelmer                | 44,28    |
| 4 (08) | Tschechien | Iveta Mazáčová Pavlína Humpolíková Monika Táborská Kateřina Cechlová  | 44,40    |
| 5 (10) | Portugal   | Andreia Felisberto Carla Tavares Sónía Tavares Naide Gomes            | 44,72    |
| DOP    | Spanien    | Josephine Onyia Belén Recio Estela García Amparo María Cotán          | 44,59    |

In Klammern: Platzierung in der Gesamtwertung aus beiden Läufen
Datum: 18. Juni
Die zunächst elftplatzierte spanische Staffel wurde disqualifiziert, weil ihrer Startläuferin Josephine Onyia gleich vier Verstöße gegen die Antidopingbestimmungen zu unterschiedlichen Zeitpunkten nachgewiesen wurden. Zunächst war dies der Fall bei Nachtests zu den Olympischen Spielen 2008 (positiver Test) sowie bei zwei späteren Wettkämpfen im Jahr 2008 (positive Tests auf Methylhexanamin und Clenbuterol). Darauf erfolgte trotz Widerstands des spanischen Leichtathletikverbands eine zweijährige Sperre. Nach ihrer Rückkehr in den Wettkampfsport wurde der Athletin noch einmal der Einsatz von Methylhexanamin und dann bei den spanischen Meisterschaften die Verwendung anaboler Steroide nachgewiesen. Daraufhin wurde die Athletin lebenslang gesperrt. Ihre im Zeitraum seit des ersten Verstoßes erzielten Resultate wurden gestrichen, neben ihrem Ergebnis mit der Sprintstaffel auch der zehnte Platz über 100 Meter Hürden.

##### Lauf 2
| Platz | Besetzung      | Land                                                                                    | Zeit (s) |
| ----- | -------------- | --------------------------------------------------------------------------------------- | -------- |
| 1 (1) | Ukraine        | Olessja Powch Natalija Pohrebnjak Marija Rjemjen Chrystyna Stuj                         | 42,85    |
| 2 (2) | Russland       | Jekaterina Woronenkowa Alexandra Fedoriwa Julija Guschtschina Julija Tschermoschanskaja | 43,12    |
| 3 (3) | Deutschland    | Johanna Kedzierski Marion Wagner Cathleen Tschirch Leena Günther                        | 43,37    |
| 4 (4) | Frankreich     | Myriam Soumaré Céline Distel-Bonnet Lina Jacques-Sébastien Véronique Mang               | 43,61    |
| 5 (9) | Italien        | Tiziana Grasso Maria Aurora Salvagno Giulia Arcioni Audrey Alloh                        | 44,55    |
| DSQ   | Großbritannien | Jeanette Kwakye Anyika Onuora Laura Turner Abiodun Oyepitan                             |          |

In Klammern: Platzierung in der Gesamtwertung aus beiden Läufen
Datum: 18. Juni

#### 4 × 400 m Staffel

##### Lauf 1
| Platz  | Besetzung  | Land                                                                       | Zeit (min) |
| ------ | ---------- | -------------------------------------------------------------------------- | ---------- |
| 1 (04) | Tschechien | Denisa Rosolová Zuzana Bergrová Jitka Bartoničková Zuzana Hejnová          | 3:29,95    |
| 2 (05) | Italien    | Chiara Bazzoni Maria Enrica Spacca Libania Grenot Marta Milani             | 3:30,11    |
| 3 (06) | Belarus    | Juljana Juschtschanka Hanna Reischal Iryna Chljustawa Swjatlana Ussowitsch | 3:30,44    |
| 4 (08) | Polen      | Iga Baumgart-Witan Patrycja Wyciszkiewicz Joanna Linkiewicz Agata Bednarek | 3:35,65    |
| 5 (09) | Schweden   | Josefin Magnusson Sofie Persson Moa Hjelmer Rebecca Högberg                | 3:36,47    |
| 6 (10) | Spanien    | Aauri Bokesa Natalia Rodríguez Begoña Garrido Estela García                | 3:37,66    |

In Klammern: Platzierung in der Gesamtwertung aus beiden Läufen
Datum: 19. Juni

##### Lauf 2
| Platz  | Besetzung      | Land                                                                          | Zeit (min) |
| ------ | -------------- | ----------------------------------------------------------------------------- | ---------- |
| 1 (01) | Großbritannien | Kelly Massey Nicola Sanders Lee McDonnell Perri Shakes-Drayton                | 3:27,21    |
| 2 (02) | Ukraine        | Kseniya Karandyuk Alina Lohwynenko Julija Baraley Antonina Jefremowa          | 3:28,13    |
| 3 (03) | Deutschland    | Janin Lindenberg Esther Cremer Lena Schmidt Claudia Hoffmann                  | 3:28,89    |
| 4 (07) | Frankreich     | Marie Gayot Muriel Hurtis-Houairi Marie-Angélique Lacordelle Phara Anacharsis | 3:31,13    |
| 5 (11) | Portugal       | Carla Tavares Patrícia Lopes Cátia Nunes Vera Barbosa                         | 3:40,57    |
| DOP    | Russland       | Xenija Wdowina Xenija Sadorina Tatjana Firowa Ljudmila Litwinowa              | 3:27,17    |

In Klammern: Platzierung in der Gesamtwertung aus beiden Läufen
Datum: 19. Juni
Die russische Staffel, die zunächst Rang eins belegt hatte, wurde disqualifiziert, weil Tatjana Firowa, ihre dritte Läuferin, gegen die Antidopingbestimmungen verstoßen hatte. Die Athletin wurde 2019 auf Grundlage des McLaren-Reports vom Internationalen Sportgerichtshof rückwirkend vom 9. Juni 2016 an für vier Jahre gesperrt. Außerdem wurden alle ihre zwischen dem 20. August 2008 und dem 31. Dezember 2012 erzielten Ergebnisse annulliert.

#### Hochsprung
| Platz | Athletin                   | Land | Höhe (m) |
| ----- | -------------------------- | ---- | -------- |
| 01    | Emma Green                 | SWE  | 1,89     |
| 02    | Wita Stjopina              | UKR  | 1,89     |
| 03    | Ruth Beitia                | ESP  | 1,89     |
| 04    | Irina Gordejewa            | RUS  | 1,89     |
| 05    | Mélanie Melfort            | FRA  | 1,85     |
| 06    | Valeriya Bahdanovich       | BLR  | 1,85     |
| 07    | Karolina Błażej            | POL  | 1,80     |
| 08    | Raffaella Lamera           | ITA  | 1,80     |
| 09    | Oldřiška Marešová          | CZE  | 1,80     |
| 10    | Marie-Laurence Jungfleisch | GER  | 1,80     |
| 11    | Emma Perkins               | GBR  | 1,75     |
| 12    | Marisa Anselmo             | PRT  | 1,70     |

Datum: 19. Juni

#### Stabhochsprung
| Platz | Athletin              | Land | Höhe (m) |
| ----- | --------------------- | ---- | -------- |
| 01    | Anna Rogowska         | POL  | 4,75     |
| 02    | Silke Spiegelburg     | GER  | 4,75     |
| 03    | Jiřina Ptáčníková     | CZE  | 4,60     |
| 04    | Alexandra Kirjaschowa | RUS  | 4,50     |
| 05    | Holly Bleasdale       | GBR  | 4,40     |
| 06    | Maria Leonor Tavares  | PRT  | 4,40     |
| 07    | Anastassija Schwedawa | BLR  | 4,25     |
| 08    | Télie Mathiot         | FRA  | 4,25     |
| 09    | Anna María Pinero     | ESP  | 4,25     |
| 09    | Elena Scarpellini     | ITA  | 4,25     |
| 11    | Hanna Schelech        | UKR  | 4,20     |
| NMH   | Malin Dahlström       | SWE  | ogV      |

Datum: 18. Juni

#### Weitsprung
| Platz | Athletin               | Land | Weite (m) |
| ----- | ---------------------- | ---- | --------- |
| 01    | Darja Klischina        | RUS  | 6,74      |
| 02    | Carolina Klüft         | SWE  | 6,73      |
| 03    | Éloyse Lesueur-Aymonin | FRA  | 6,60      |
| 04    | Naide Gomes            | PRT  | 6,58      |
| 05    | Weranika Schutkowa     | BLR  | 6,53      |
| 06    | Bianca Kappler         | GER  | 6,50      |
| 07    | Concepción Montaner    | ESP  | 6,44      |
| 08    | Teresa Dobija          | POL  | 6,41      |
| 09    | Shara Proctor          | GBR  | 6,31      |
| 10    | Tania Vicenzino        | ITA  | 6,23      |
| 11    | Inna Ahkozova          | UKR  | 6,18      |
| 12    | Jana Korešová          | CZE  | 5,99      |

Datum: 19. Juni

#### Dreisprung
| Platz | Athletin                | Land | Weite (m) |
| ----- | ----------------------- | ---- | --------- |
| 01    | Olha Saladucha          | UKR  | 14,85     |
| 02    | Simona La Mantia        | ITA  | 14,29     |
| 03    | Patricia Sarrapio       | ESP  | 14,10     |
| 04    | Natalya Alekseyeva      | RUS  | 14,07     |
| 05    | Małgorzata Trybańska    | POL  | 13,98     |
| 06    | Katja Demut             | GER  | 13,81     |
| 07    | Natallia Vyatkina       | BLR  | 13,73     |
| 08    | Patrícia Mamona         | PRT  | 13,55     |
| 09    | Yasmine Regis           | GBR  | 13,27     |
| 10    | Lucie Májková           | CZE  | 12,99     |
| 11    | Kristin Franke-Björkman | SWE  | 12,99     |
| NMW   | Nathalie Marie-Nelly    | FRA  | ogV       |

Datum: 18. Juni

#### Kugelstoßen
| Platz | Athletin                         | Land | Weite (m) |
| ----- | -------------------------------- | ---- | --------- |
| 01    | Nadine Kleinert                  | GER  | 17,81     |
| 02    | Anna Awdejewa                    | RUS  | 17,33     |
| 03    | Chiara Rosa                      | ITA  | 17,18     |
| 04    | Janina Prawalinskaja-Karoltschyk | BLR  | 16,48     |
| 05    | Jessica Cérival                  | FRA  | 16,13     |
| 06    | Paulina Guba                     | POL  | 16,08     |
| 07    | Helena Engman                    | SWE  | 15,85     |
| 08    | Úrsula Ruiz                      | ESP  | 15,72     |
| 09    | Olha Holodna                     | UKR  | 15,60     |
| 10    | Rebecca Peake                    | GBR  | 15,06     |
| 11    | Maria Antónia Borges             | PRT  | 14,44     |
| 12    | Barbora Špotáková                | CZE  | 12,64     |

Datum: 19. Juni

#### Diskuswurf
| Platz | Athletin                  | Land | Weite (m) |
| ----- | ------------------------- | ---- | --------- |
| 01    | Kateryna Karsak           | UKR  | 63,35     |
| 02    | Żaneta Glanc              | POL  | 59,29     |
| 03    | Nadine Müller             | GER  | 57,78     |
| 04    | Mélina Robert-Michon      | FRA  | 57,36     |
| 05    | Věra Pospíšilová-Cechlová | CZE  | 56,13     |
| 06    | Laura Bordignon           | ITA  | 54,05     |
| 07    | Jade Nicholls             | GBR  | 53,85     |
| 08    | Swjatlana Sjarowa         | BLR  | 52,11     |
| 09    | Irina Rodrigues           | PRT  | 49,97     |
| 10    | Mercedes de Sántalo       | ESP  | 49,50     |
| 11    | Sandra Andersson          | SWE  | 45,33     |
| DOP   | Darja Pischtschalnikowa   | RUS  | 61,09     |

Datum: 19. Juni
Die zunächst zweitplatzierte Russin Darja Pischtschalnikowa hatte mehrfach gegen die Antidopingbestimmungen verstoßen und wurde deshalb disqualifiziert. Zunächst hatte es nach versuchtem Betrug durch Vertauschen von Dopingproben vor den Olympischen Spielen 2008 eine Sperre bis April 2011 gegeben. Vor den Olympischen Spielen 2012 fand sich in einer weiteren Probe das anabole Steroid Oxandrolon. Als Wiederholungstäterin wurde die Sportlerin daraufhin für zehn Jahre gesperrt, alle ihre im betreffenden Zeitraum erzielten Resultate wurden annulliert.

#### Hammerwurf
| Platz | Athletin            | Land | Weite (m) |
| ----- | ------------------- | ---- | --------- |
| 01    | Betty Heidler       | GER  | 73,43     |
| 02    | Tatjana Lyssenko    | RUS  | 71,44     |
| 03    | Kateřina Šafránková | CZE  | 69,39     |
| 04    | Alena Matoshko      | BLR  | 69,31     |
| 05    | Stéphanie Falzon    | FRA  | 68,63     |
| 06    | Vânia Silva         | PRT  | 68,35     |
| 07    | Berta Castells      | ESP  | 67,35     |
| 08    | Silvia Salis        | ITA  | 66,55     |
| 09    | Sophie Hitchon      | GBR  | 66,05     |
| 10    | Iryna Sekatschowa   | UKR  | 64,02     |
| 11    | Tracey Andersson    | SWE  | 63,04     |
| 12    | Joanna Fiodorow     | POL  | 62,19     |

Datum: 18. Juni

#### Speerwurf
| Platz | Athletin            | Land | Weite (m) |
| ----- | ------------------- | ---- | --------- |
| 01    | Christina Obergföll | GER  | 66,22     |
| 02    | Goldie Sayers       | GBR  | 64,46     |
| 03    | Barbora Špotáková   | CZE  | 64,40     |
| 04    | Mercedes Chilla     | ESP  | 58,71     |
| 05    | Zahra Bani          | ITA  | 55,92     |
| 06    | Wera Rebrik         | UKR  | 55,16     |
| 07    | Silvia Cruz         | PRT  | 55,12     |
| 08    | Annika Petersson    | SWE  | 53,63     |
| 09    | Maryna Nowik        | BLR  | 53,41     |
| 10    | Romina Ugatai       | FRA  | 52,61     |
| 11    | Magdalena Czenska   | POL  | 50,98     |
| DOP   | Marija Abakumowa    | RUS  | 64,21     |

Datum: 18. Juni
Die zunächst viertplatzierte russische Werferin Marija Abakumowa wurde im Rahmen von Nachtests für die Olympischen Spiele 2008 des Verstoßes gegen die Antidopingbestimmungen überführt. In weiteren Untersuchungen stellte sich heraus, dass sie bis 2012 regelmäßig Doping betrieben hatte. Daraufhin wurden all ihre Resultate von der Feststellung des Verstoßes an bis einschließlich zu den Olympischen Spielen 2012 annulliert und sie wurde außerdem mit einer vierjährigen Sperre belegt.

## Videolinks
- Superleague in Stockholm:
  - 2011 European Team Championships - MEN'S FIELD EVENTS - DAY ONE youtube.com, abgerufen am 10. April 2024
  - 100m men European Team Championship Stockholm 2011 youtube.com, abgerufen am 10. April 2024
  - 200m men European Team Championship Stockholm 2011 youtube.com, abgerufen am 10. April 2024
  - 400m men Final - Heat 1 European Team Championship Stockholm 2011 youtube.com, abgerufen am 10. April 2024
  - 1500m Men European Team Championships 2011 Stockholm youtube.com, abgerufen am 10. April 2024
  - European Team Championships 2011 Mens Hammer Throw youtube.com, abgerufen am 10. April 2024
  - Gabriel Wallin, 80.88, Javelin (European Team Championships 2011, Stockholm) youtube.com, abgerufen am 10. April 2024
  - 100m Hurdles Women 1 Heat European Team Championships 2011 Stockholm youtube.com, abgerufen am 10. April 2024
  - 100m Hurdles Women 2 Heat European Team Championships 2011 Stockholm youtube.com, abgerufen am 10. April 2024
- Liga 1 in Izmir:
  - Compilation Day 1, European Team Championships Izmir youtube.com, abgerufen am 10. April 2024
  - Compilation Day 2, European Team Championships Izmir youtube.com, abgerufen am 10. April 2024